# Agathosma imbricata
Agathosma imbricata är en vinruteväxtart som först beskrevs av Carl von Linné, och fick sitt nu gällande namn av Carl Ludwig von Willdenow. Agathosma imbricata ingår i släktet Agathosma och familjen vinruteväxter. Inga underarter finns listade i Catalogue of Life.